# Zbigniew Podlodowski
Zbigniew Podlodowski herbu Janina (zm. przed 11 stycznia 1530 roku) – pisarz ziemski sandomierski w latach 1509-1527, podstoli rawski w latach 1508-1509.
Syn Jana kasztelana radomskiego. Poseł na sejm koronacyjny 1507 roku z powiatu radomskiego, poseł na sejm piotrkowski 1512 roku z województwa sandomierskiego.